# Acalypha lagascana
Acalypha lagascana är en törelväxtart som beskrevs av Johannes Müller Argoviensis. Acalypha lagascana ingår i släktet akalyfor, och familjen törelväxter. Inga underarter finns listade i Catalogue of Life.